# Chocim (Opole)
Chocim is een dorp in de Poolse woiwodschap Opole. De plaats maakt deel uit van de gemeente Prudnik en telt 33 inwoners.

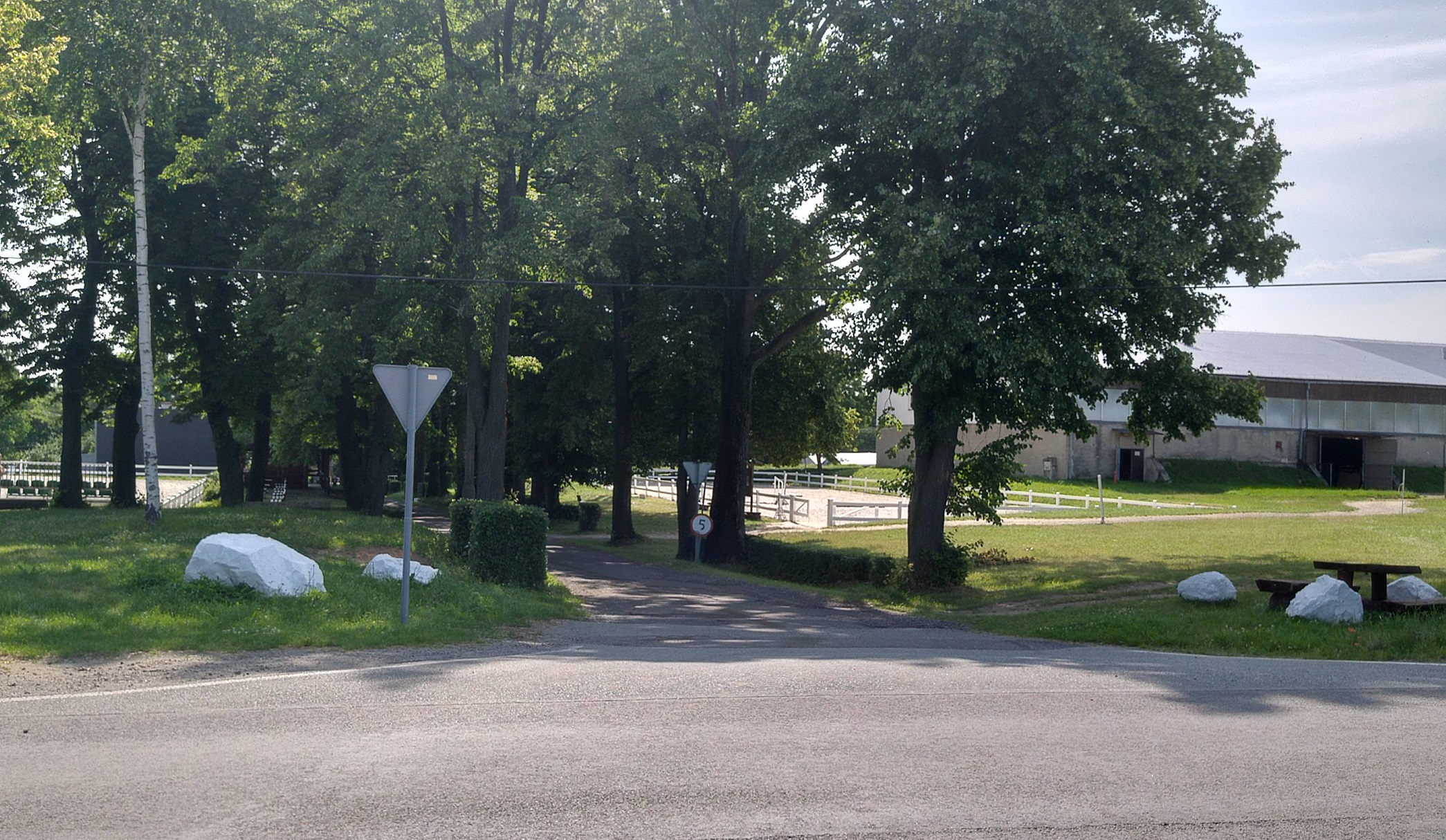